# 壽屋 (玩具店)
株式会社壽屋（ことぶきや、英: KOTOBUKIYA CO., LTD.）はプラモデルやフィギュアなどの企画、開発、製造、販売を行う日本の企業。東京都の秋葉原と立川市、大阪府の日本橋に玩具販売店を持つ。カタカナでコトブキヤと表記されることが多い。

## 沿革
1947年に東京都立川市で玩具店として創業した。1953年に有限会社壽屋として設立し、1996年11月に株式会社へ組織変更した。1989年に可動式のモデルキットを開発、販売して以来模型、フィギュアの開発も行っている。主に版権ものを多く手がけてきており、ルーカスフィルム、ワーナー・ブラザース、マーベル・コミックなど日本国外の作品に関する製品でも広く知られている。後に下記の自社オリジナル製品の開発に着手する。
1981年7月にメーカー名として広まっている「コトブキヤ」の屋号へ変更し、1983年7月に実店舗販売以外に通信販売事業を開始した。1989年には完全可動式のガレージキットを発売した。当時はノウハウがなかったため、店舗のバックルームで注文が入り次第製品作成に入るという「たい焼き屋のようなことをやっていた」という。
2001年11月に新規店舗となる日本橋店を開店した。2004年6月にラジオ会館店を開店した。以降も「craftsmanship KOTOBUKIYA」（2009年3月）、「ホビーステーション×コトブキヤ　FC立川」（2009年10月）、「秋葉原館」（2011年7月）、「福岡天神店」（2012年8月 - 2014年6月22日閉店）、「エキナカ秋葉原店」（2016年9月 - 2018年9月30日）が開店した。
2012年5月15日、1967年6月から入居していた第一デパートの取り壊しにともない、立川店は創業以来の45年の歴史に幕を降ろしたが「必ず立川に戻って参ります」と約束した。そして前述の約束通り、2016年5月1日に立川駅北口の多摩都市モノレール線沿いに建設した新社屋に新たな立川本店をオープンさせた。同店には、ダンボーなどのキャラクターとコラボレーションしたカフェ「KIT BOX -KOTOBUKIYA CAFE ＆ DINER-」が併設されている。
2008年からは出版業にも進出し、フィギュアやサブカルチャーに関する解説書をはじめ、画集、写真集、漫画などを発行している。
2009年にはオリジナル製品として「フレームアームズ」を制作・発売した。これを皮切りに他のオリジナル企画も立ち上げている。
女性向け版権作品にも進出しており、こちらもオリジナル製品の制作も行われている。雑貨類制作にも携わっている。
2016年4月、実業団として『コトブキヤ陸上部』を立ち上げた。
2017年では「フレームアームズ・ガール」のアニメ版において、制作委員会方式ではなく自社の出資で賄われたことが話題になった。2018年3月にアニメ版「フレームアームズ・ガール」の続編制作決定が発表された。
2017年9月26日には東証ジャスダック市場へ株式上場を果たす。
2018年7月、フレームアームズのコラボで繋がりのあったボーダーブレイクの機体、ブラストランナー（全長5m）の等身大プラモデルの制作プロジェクトを発表した。7月26日にはAIQ社、Ledge社との共同開発による、3DCADを応用したAI学習の基礎技術を発表した。
2020年12月にはVRSNSといったメタバースで使用される3DCGアバターに関連したVR事業に参入した。アバターちゃんシリーズなどの販売やファッションアイテムの展開、それらを使用したコンテストを実施し、2023年にはより拡張した「プレタコンポジッタプラス」シリーズの展開を開始する。
本社及び関連店が立川にある繋がりか、立川市公認なりそこねキャラクターの「ウドラ」のフィギュアや雑貨などの製品も制作し、販売を行っている。立川市関連の製品について古くは2008年4月の「うど花ちゃん」、2014年3月の「くるりん」から関連を持つ。
2024年4月5日、テレビ朝日ホールディングスは傘下企業のテレビ朝日が同月8日に立会外取引によって、本企業の株式を追加取得し、持分法適用関連会社にすることを発表した。テレビ朝日との連携として、同局で『アルカナディア』のテレビアニメが放送される予定であることが発表されている。

### 製造元
模型、フィギュアの製造は中国広東省の東莞市虎門鎮に置いた工場でファブレスにより行っており、2021年から日本国内の工場が稼働し、2022年末から順次国内生産に切り替えている。創業70年となる2023年には、立川本社ビルの1/300プラモデルを菊池製作所と共同で開発した。同年に発表したプラモデルシリーズ「無限邂逅メガロマリア」の告知で、初期から国内生産するアピールを行っている。

## オリジナルコンテンツ・製品
- フレームアームズ、フレームアームズ・ガール
- フォルムアームズ
- メガミデバイス
- ヘキサギア
- モデリングサポートグッズ（M.S.G）
- キューポッシュ
- THE MARBLE LITTLES(マーブルリトルズ)
- BISHOUJOシリーズ（原型イラスト：山下しゅんや。マーベル・コミック、DCコミック関係他）
  - HORROR美少女シリーズ
- お箸シリーズ
- ぴたぬい
- ルーデンス(小島プロダクションマスコット)
- 創彩少女庭園
- 無限邂逅メガロマリア
- エヴォロイド
- アルカナディア
- END OF HEROES
- プリマドール - Keyとのコラボレーション企画
- かいじゅうせかいせいふく
- 加々美高浩監修 ARTIST SUPPORT ITEM ハンドモデル　-Makuakeでのクラウドファンディングで資金調達
- メタモルバース（タカラトミーとの協業企画）

## 版権作品のシリーズ製品
- アリス・ギア・アイギス（メガミデバイスコラボ）
- ハイエンドマスターモデル・ゾイド（HMMゾイド）
- 一撃殺虫!ホイホイさん
- アーマード・コア ヴァリアブルインフィニティ
- マブラヴ オルタネイティヴ
- スーパーロボット大戦ORIGINAL GENERATIONプラキットシリーズ
- 極獣造形 ABSOLUTE STRUCTURE
- ダンボー、にゃんぼー!
- シャイニング・シリーズ
- ボーダーブレイク
- ロックマンシリーズ
- 勇者シリーズ
- エースコンバットシリーズ
- 装甲娘
- マーベル・コミック
- DCコミックス
- 遊☆戯☆王シリーズ
- 初音ミク
- メダロット
- 陸上自衛隊07式戦車 なっちん
- ティタノマキア
- 島田フミカネ ART WORKS
- ブレイク ブレイド

## ギャラリー
- 立川本店1階入口
- 立川本店に併設のカフェ「KIT BOX」
- コトブキヤなんばの外観
- コトブキヤ秋葉原館の外観

## 陸上部
2016年4月、箱根駅伝で「コーチに1人に抜かれるたび1体フィギュアを没収される」というネット上での発言が話題となった順天堂大学の稲田翔威を雇用し、実業団として『コトブキヤ陸上部』を立ち上げた 。
日本陸上競技連盟に登録された正式な実業団チームであるが、登録選手を「宣伝ランナー」としており、競技成績よりも宣伝を主目的としている。
2021年6月、稲田翔威がコモディイイダに移籍した。同年8月には、げんき〜ずの宇野けんたろうを新たな宣伝ランナーとして迎えた。